# Wincenty Eliasz
Wincenty Eliasz lub Elias (ur. 1845 w Malinie, zm. 2 kwietnia 1913 w Raciborzu) – postać historyczna, zbójnik działający w latach siedemdziesiątych XIX wieku na terenie Górnego Śląska, wspólnik Karola Pistulki.

## Życiorys
Wincenty Eliasz zaczynał od drobnych kradzieży w sklepach w Bytomiu i Gliwicach. W latach 1870–1875 dowodził wraz z Karolem Pistulką bandą zbójecką, działającą przede wszystkim w okolicach Bytomia, Katowic oraz Mikołowa, a także Kluczborka, Opola, Prudnika i Głogówka, często zmieniając kryjówki. Kilkukrotnie uciekał z aresztów i konwojów policyjnych (m.in. z więzienia w Łabędach). W latach 70. XX wieku kradli m.in. dwór w Katowicach. Ostatecznie został ujęty wkrótce po zatrzymaniu Karola Pistulki. 5 maja 1876 roku skazano go na karę śmierci, którą zamieniono na dożywotnie więzienie. Karę tę odbywał od października 1876 r. do chwili śmierci 2 kwietnia 1913 r. w więzieniu w Raciborzu. Kiedy po 35 latach chciano go wypuścić za dobre sprawowanie, zrezygnował z wolności, pozostając w więzieniu, gdzie uzyskał wysoką pozycję wśród współwięźniów. Niemiecki artysta Artur Klose zrealizował dwujęzyczny, niemiecko-polski komiks na temat rozbójniczej działalności Eliasza i Pistulki.